# Passaic (New Jersey)
Passaic è una città degli Stati Uniti, situata nella contea omonima, nello Stato del New Jersey. È un importante centro residenziale e sede dell'eparchia della Chiesa greco-cattolica rutena. Conta numerose sinagoghe oltre alla cattedrale di san Michele Arcangelo (Cathedral of Saint Michael the Archangel).

## Geografia fisica
Situata a nord di Newark, sul fiume Passaic, dista circa 20 km dal Lincoln Tunnel, dall'Holland Tunnel e dal ponte intitolato a George Washington che conducono a New York. È servita dalle strade interstatali 3, 46, 80, 21 che conducono agli Stati di New York e del New Jersey. Le principali città limitrofe sono Clifton, Garfield, Wallington e Rutherford. La sua superficie territoriale è di 8,3 km².

## Società

### Evoluzione demografica

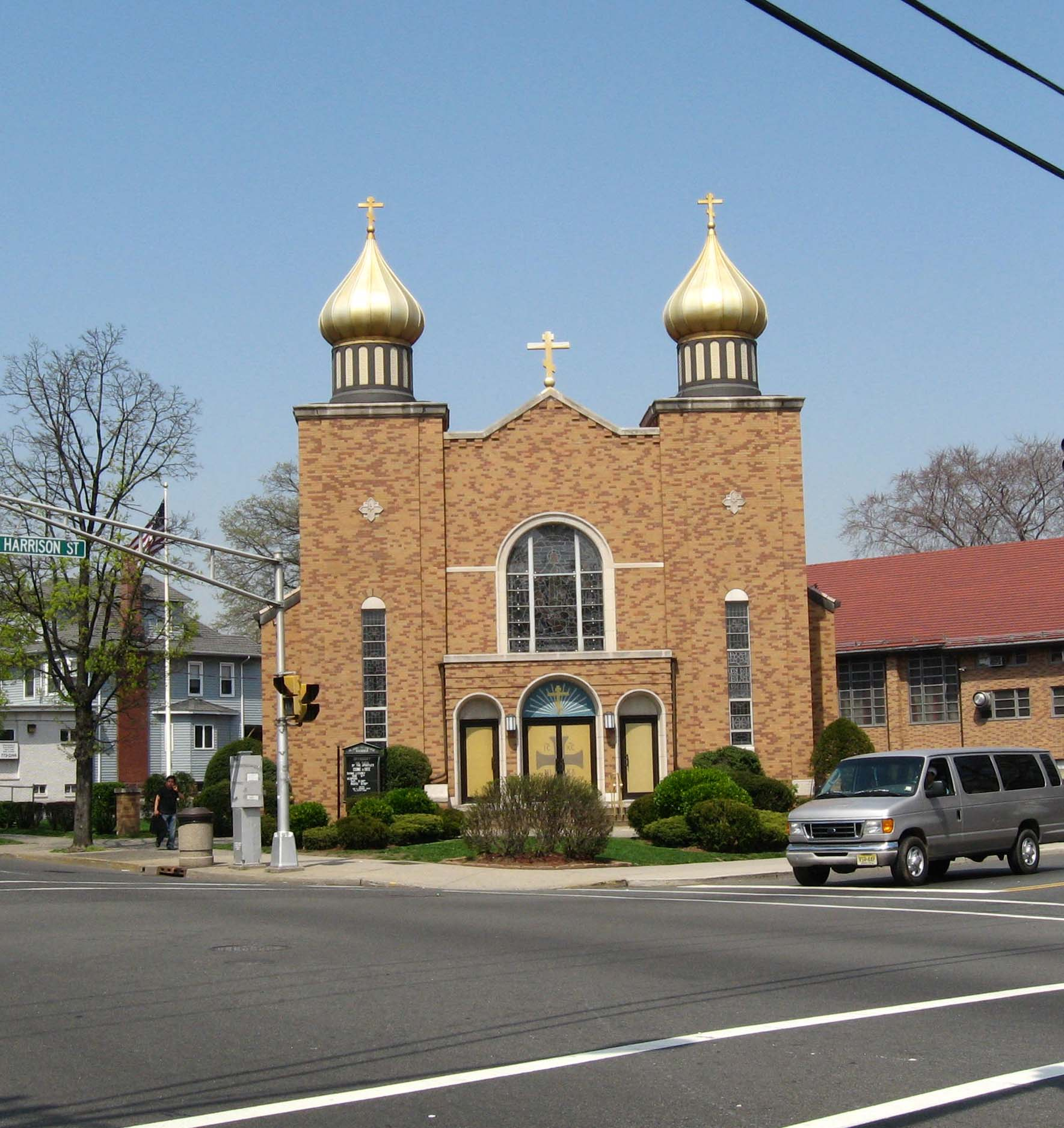
La chiesa ortodossa russa in Lexington Avenue

Amministrativamente la città è retta secondo i termini del Faulkner Act che definisce l'organizzazione dei comuni del New Jersey ed ha avuto diverse ondate immigratorie di origini etniche diverse e demograficamente ha avuto una stabilizzazione soltanto dagli anni ottanta.
Secondo lo United States Census Bureau la sua popolazione al 2000 era costituita da 67 861 abitanti, con una densità di 8 425 abitanti per chilometri quadrato. Il reddito annuo medio familiare è di è 33 594 dollari. Il 21,2% della popolazione ed il 18,4% delle famiglie vivono al di sotto della soglia di povertà.

## Storia
Passaic fu fondata nel 1678 da una comunità di mercanti originaria dei Paesi Bassi. Il suo nome originario era Acquackanonk Township. Tanto il nome della città quanto quello del fiume che l'attraversa sono derivati da un termine di lingua lenape - pahsayèk - che significa valle.
La crescita industriale della località ha preso avvio con il XIX secolo con l'insediamento di industrie del settore tessile e della metallurgia. Il polo industriale locale è passato alla storia per uno sciopero attuato nel 1926 in segno di protesta contro le riduzioni salariali che portò i lavoratori a ottenere il diritto di libera associazione e assistenza sindacale.